# Fredrik Petersen (håndboldspiller)
 For alternative betydninger, se Fredrik Petersen. (Se også artikler, som begynder med Fredrik Petersen)
Fredrik Petersen (født 27. august 1983) er en svensk håndboldspiller, der spiller for IFK Kristianstad. Han er højrehåndet og spiller venstrefløj.
Petersen har tidligere spillet for IFK Ystad HK, GOG Svendborg TGI, Bjerringbro-Silkeborg, HSV Hamburg, Füchse Berlin og HK Malmö. Han spillede i perioden 2003-2016 157 kampe for det svenske landshold og var i den forbindelse med til både OL 2012 (hvor holdet vandt sølv) og OL 2016.